# 四川青荚叶
四川青荚叶（学名：Helwingia japonica var. szechuanensis）为山茱萸科青荚叶属下的一个变种。其变种加词“szechuanensis”意为“四川的”。